# Karura

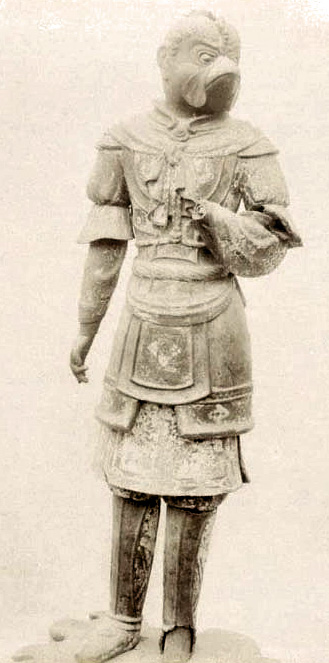
Statua di Karura

La Karura (giapponese: 迦楼羅) è un'enorme creatura della mitologia giapponese, in grado di sputare fuoco. Ha il corpo di uomo e il volto con un becco d'aquila. Trae origine dalla divinità hindu Garuḍa; infatti Karura è la traduzione fonetica giapponese di Garuda. Viene spesso confusa con la Fenghuang.
Le leggende narrano che la Karura sia nemica dei serpenti e dei dragoni. Solamente un dragone che possiede un talismano buddhista o chi si è convertito all'insegnamento buddhista, può fuggire dalla Karura.